# Тулуза (графство)
Гра́фство Тулу́за (окс. comtat de Tolosa) — средневековое графство в Южной Франции, располагавшееся на территории современных регионов Лангедок — Руссильон и Юг — Пиренеи. Столицей графства был город Тулуза.

## История

### Предыстория

Примерные границы королевства вестготов в период расцвета

Во время римского владычества территория, позже получившая название Лангедок, входила в состав римской провинции Нарбонская Галлия. Позже большая часть вошла в состав Тулузского королевства вестготов, столица которого была в городе Тулуза. В первой половине VI веке эта территория была завоевана франками и вошла в состав франкского королевства. Позже территория входила в состав первого Аквитанского королевства, позже в состав полунезависимого Аквитанского герцогства.

### Образование графства
Ещё Меровинги для управления Тулузой и его окрестностями начали назначать графов. Но упоминания о них чрезвычайно скудные и неполные. Только при Каролингах о графах Тулузы появляются более полные сведения.
После подчинения Аквитанского герцогства Карл Великий образовал для защиты от басков в 778 году новое Аквитанское королевство, правителем которого сделал своего новорожденного сына Людовика (будущего императора Людовика Благочестивого). При этом графом Тулузы и герцогом Аквитании Карл назначил графа Корсона, который был захвачен басками в 787 году.
Следующим графом Тулузы в 790 году стал Гильом Желонский. Он смог расширить свои владения.

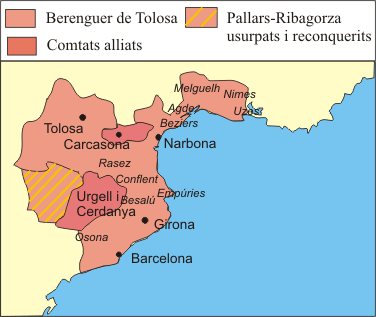
Графство при Беренгере I Мудром в 832—835 годах

При преемниках Гильома была образована Тулузская марка, правителя которой назначал император.
После смерти Людовика Благочестивого по Верденскому договору Тулуза и Аквитания должна была достаться Карлу Лысому. Этому воспротивились аквитанцы, защищавшие права его племянника Пипина II, пока начальник Тулузы, Фределон, не помог Карлу Лысому овладеть городом, за что и был назначен графом Тулузы в 850 году.
Брат Фределона, Раймунд I (852—865), кроме Тулузы владевший графствами Руэрг и Керси, и сыновья последнего Бернар II (865—875) и Эд (875—918) положили основание могуществу своего дома.
Около 878 года к графству Тулузскому была присоединена область Альбижуа, ставшая впоследствии графством Альби. Значение графов Тулузы возрастало по мере того, как власть Каролингов во Франции приходила в упадок. Очень скоро графам Тулузы удалось добиться почти полной независимости и превратить должность графа в наследственный титул, который закрепился в семье графов Руэрга.

### Графство вX—XII веках

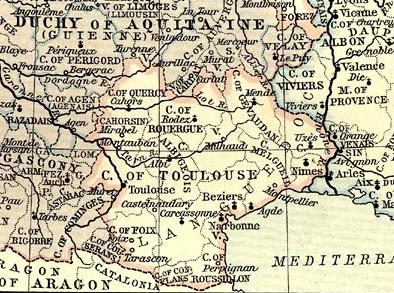
Графство Тулуза в 1154 г.

В начале X века в вассальной зависимости от графов Тулузы находились прочие бароны Лангедока. В то же время графы Тулузы успешно боролись против норманнов, над которыми в 923 году Раймунд II (918—923) в союзе с герцогом Аквитании Гильомом II одержал блестящую победу.
Сын Раймунда II, Раймунд III (923—950), изгнал венгров из Прованса (924 год) и увеличил свои владения, присоединив к ним графство Овернь, Готскую марку и герцогство Аквитания. Но за обладание Аквитанией и Овернью Раймунду III, а затем и его сыну, пришлось бороться с графами Пуатье, которые из этой борьбы вышли победителями.
Гильом III Тайлефер (950—1037), породнился с новой королевской династией Капетингов, признав последних своими сюзеренами. Он долго боролся с графами Барселоны за графство Прованс, в результате чего смог присоединить к своим владениям часть Прованса и получить титул маркиза Прованса.
Его сын Понс (1037—1060) носил также и титул палатина Аквитанского.
К началу крестовых походов тулузские графы были самыми могущественными феодалами Южной Франции. Владения их простирались от Луары до Пиренеев и от Гаронны до Средиземного моря. Как члены высшей феодальной иерархии, графы тулузские назывались пэрами Франции. Гильом IV Благочестивый (1060—1088), отличавшийся религиозным энтузиазмом, предпринял паломничество в Палестину, во время которого умер, оставив наследником брата своего Раймунда IV Сен-Жиля (1088—1105), который стал одним из вождей Первого крестового похода. Ему была предложена иерусалимская корона, но он от неё отказался. Раймунд IV, как и его сыновья Бертран (1105—1112) и Альфонс Иордан (1112—1148), окончили свою жизнь в Палестине, где им принадлежало графство Триполи.

### Альбигойские войны и присоединение к Франции

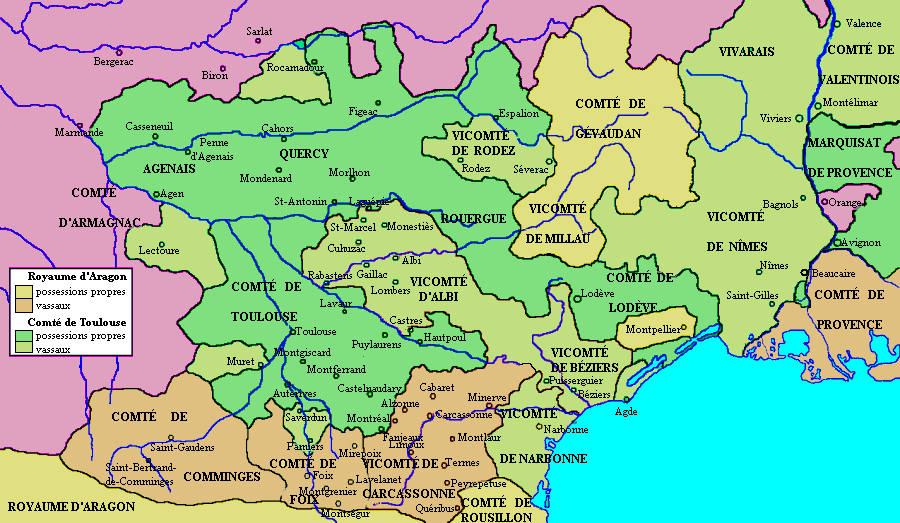
Лангедок накануне Альбигойского крестового похода (1209 год)

В конце XII века Тулузское графство достигло высшей степени благосостояния и культуры. Время Раймунда V (1148—1194) было золотым веком провансальской литературы. Блестящий двор Тулузских графов стал умственным центром Европы.
В то же время в графстве получила развитие ересь альбигойцев. Защищавший их от преследований папы Иннокентия III Раймунд VI (1194—1222) подвергся отлучению от церкви. В 1209 году против альбигойцев и графа Тулузы был объявлен крестовый поход под начальством Симона де Монфор, который овладел всей страной и в 1215 году получил её в дар от папы. Раймунд VI не отказывался, однако, от своих прав. В 1218 году Симон де Монфор был убит при осаде города Тулузы, и графство снова перешло к Раймунду VI, которому наследовал сын его Раймунд VII, также отлученный от церкви. В 1226 году против него начал войну король Франции Людовик VIII, которому наследник Симона, Амори, уступил свои права на Тулузское графство. В 1229 году по Парижскому договору Раймунд VII отказался в пользу французского короля от большей части своих владений и публично отрёкся от ереси. Для преследования еретиков в графстве Тулузском были учреждены инквизиционные трибуналы, которыми заведовали преимущественно доминиканские монахи.
Единственная дочь и наследница Раймунда, Жанна была в 1241 году выдана замуж за сына Людовика VIII, Альфонса де Пуатье, который получил титул графа Тулузы. После смерти Жанны и Альфонса в 1271 году и остальная часть графства Тулузского перешла к французской короне.